# Commande manuelle sur ligne de visée
Vous pouvez aider à l'améliorer ou bien discuter des problèmes sur sa page de discussion.
- Il ne cite pas suffisamment ses sources. Vous pouvez indiquer les passages à sourcer avec {{référence nécessaire}} ou {{Référence souhaitée}}, et inclure les références utiles en les liant aux notes de bas de page. (Marqué depuis mai 2025)
- Son texte doit être wikifié : il ne correspond pas à la mise en forme Wikipédia (style, typographie, liens internes, liens entre les wikis, etc.). (Marqué depuis mai 2025)

- Archive Wikiwix
- Bing
- Cairn
- DuckDuckGo
- E. Universalis
- Gallica
- Google
- G. Books
- G. News
- G. Scholar
- Persée
- Qwant
- (zh) Baidu
- (ru) Yandex
- (wd) trouver des œuvres sur Wikidata

La commande manuelle sur ligne de visée (anglais : Manual command to line of sight, abrégé MCLOS) est une méthode de guidage des missiles.
Avec un missile MCLOS, l'opérateur doit suivre simultanément le missile et la cible et guider le missile vers la cible. Généralement, le missile est dirigé avec un joystick et sa trajectoire est observée à travers une lunette de visée de type périscope. Les missiles sont généralement équipés d'une fusée éclairante en magnésium dans la base qui s'enflamme automatiquement lors du lancement et permet au tireur de suivre visuellement le missile en mouvement rapide d'une manière similaire dans son concept à une balle traçante.
Le MCLOS nécessite une formation et une pratique considérables pour être maîtrisé, car même une perturbation mineure de la concentration du tireur entraînerait probablement un échec. Ces systèmes de guidage ont une précision marginale sur des cibles de la taille d'un char, même avec une ligne de visée parfaite par le tireur, en raison de trajectoires de vol erratiques nécessitant des corrections manuelles en temps opportun. Comme l'a démontré l'armée israélienne sous le feu des États arabes armés par les Soviétiques, répondre à la bouffée de fumée distinctive d'un lancement de missile par des manœuvres rapides et un contre-feu immédiat minimise leur précision, car très peu d'artilleurs ATGM maintiennent leur concentration sur un char en mouvement rapide pendant tout le temps de vol du missile tout en supprimant le feu.
Le guidage MCLOS est aujourd'hui principalement remplacé par le SACLOS plus facile à utiliser, qui permet au tireur de suivre simplement la cible avec un viseur optique (qui guide le missile), plutôt que d'être obligé à la fois de suivre visuellement la cible et de piloter le missile manuellement. Le Vickers Vigilant tenta de résoudre ce problème en utilisant une méthode de « contrôle de vitesse » avec un gyroscope embarqué, plutôt qu'un « contrôle d'accélération » plus simple.

## Utilisations
La précision obtenue par les missiles MCLOS est difficile à chiffrer, car elle dépend fortement de la compétence de l'opérateur et de toutes les distractions auxquelles l'opérateur doit faire face (comme se faire tirer dessus). Les chiffres réels des opérations de combat suggèrent qu'il est bien inférieur aux missiles guidés SACLOS.
- Guerre des Six Jours 1967 – 3M6 Shmel – Utilisation limitée, un seul char détruit est attribué avec une probabilité de coup au but inférieure à 25%.
- Guerre du Viêt Nam 1972 – tirés par les troupes américaines, les SS.11 français – environ 10 % de réussite contre plus de 50 % pour le SACLOS BGM-71 TOW.
- Guerre du Kippour 1973 – AT-3 Sagger – entre 25% de réussite au début par l'armée égyptienne bien entraînée et 2% à la fin pour l'armée syrienne moins bien entraînées une fois la menace comprise par les équipages de chars israéliens.

## Missiles MCLOS
- AGM-12 Bullpup
- Azon
- Fx 1400 Fritz X
- Henschel Hs 117
- Henschel Hs 293
- Ruhrstahl X-4
- Wasserfall
- SS.11
- ENTAC
- Blowpipe (en)
- Sagger AT-3
- Vickers Vigilant
- Rb 05 (en)
- SSM-A-23 Dart